# 米罗斯拉夫·克尔莱扎
米罗斯拉夫·克尔莱扎（發音：[mǐrɔ̝slav̞ kř̩le̞ʒa]；1893年7月7日—1981年12月29日）是克罗地亚出身的南斯拉夫作家、诗人、剧作家。他长期从事革命文学创作活动，一生共撰写60多部文学著作，被译成40多种文字出版。

## 生平
1893年生于奥匈帝国萨格勒布。早年曾在佩奇和布达佩斯的预备军校学习，第一次世界大战期间应征入伍。1914年开始发表作品。1919年加入了刚成立的南斯拉夫共产党，先后主办《火焰》、《文学共和国》、《今日》、《烙印》等杂志。1945年解放后，任南斯拉夫《共和国》、《论坛》等杂志主编。入选艺术科学院院士，曾任副院长，南斯拉夫百科全书主编，词典编辑所所长等职务。1958年至1961年任南斯拉夫作家联盟主席。
因患病长期医治无效于1981年12月29日逝世，终年89岁。1982年1月4日，南斯拉夫为他举行国葬。

## 作品
主要戏剧作品有1918年的《哥伦布》，歌颂十月革命的胜利。《格莱姆巴依老爷们》、《垂死挣扎》和《莱达》一组剧本通过描写家族兴衰史，深刻反映克罗地亚资产阶级兴起、发展和没落的过程。
1922年出版的短篇小说集《克罗地亚战神》描写第一次世界大战给人民带来的苦难。长篇小说集《旗帜》（全五卷）展示了20世纪上半叶南斯拉夫社会生活的广阔画面。